# انتقاد رابطة عوامي

رمز رابطة عوامي البنجلاديشية

يشير مصطلح رابطة عوامي بنغلاديش هنا إلى الانتقادات الموجهة إلى الحوادث المتعلقة بأنشطة معينة لحزب سياسي بنغلاديشي يُدعى رابطة عوامي البنغلاديشية وجميع المنظمات السياسية المرتبطة به، بما في ذلك رابطة تشاترا البنغلاديشية ورابطة جوبو ورابطة سويتشهاسيباك، وغيرهم، فضلاً عن الهيئات الأخرى التي تشارك فيها رابطة عوامي فعليًا أو يُزعم أنها متورطة فيها، بشكل مباشر أو غير مباشر، سواء في السلطة أم لا. ومن الأمثلة البارزة على ذلك مقتل أبرار فهد وفضيحة فساد جسر بادما ومقتل بيسواجيت داس ومقتل ساجار ساروار ومهيرون روني وثورة سلاح بنادق بنغلاديش واحتجاجات ساحة شابلا 2013 وحركة إصلاح نظام الحصص في بنغلاديش، وعنف رابطة تشاترا البنغلاديشية وفضيحة مجموعة إس علم، وحركة لوجي بويثا والانتخابات المتنازع عليها في أعوام 2009 و2014 و2018 والفساد في محطة روبور للطاقة النووية، وما إلى ذلك.